# 30 Doradus
30 Doradus (auch Tarantelnebel oder NGC 2070) ist die Bezeichnung eines in der Großen Magellanschen Wolke im Sternbild Schwertfisch (Dorado) gelegenen, sehr hellen Emissionsnebels. Er ist eines der größten bekannten Sternentstehungsgebiete in der lokalen Gruppe und trotz seiner Entfernung von rund 50 kpc (163.000 Lichtjahre) schon in kleinen Fernrohren zu sehen. Er hat einen Durchmesser von 30′ × 20′ (was 2000 Lichtjahren entspricht) und eine scheinbare Helligkeit von 8,0 mag.
Entdeckt wurde 30 Doradus im Jahre 1751 vom französischen Astronomen Nicolas Louis de Lacaille, der ihm aber eine Sternnummer (30) gab. John Herschel bezeichnete ihn wegen seiner im Fernrohr sichtbaren Verwirbelungen als Looped Nebula.
Der im Zentrum eingebettete Sternhaufen R136 regt den gesamten Nebelkomplex zum Leuchten an. Er enthält den bis heute (Stand 2010) massereichsten und hellsten bekannten Stern R136a1 (265 M☉, 107 L☉) und noch zwei weitere Sterne mit über 150 Sonnenmassen.
Im Nordteil des Tarantelnebels liegt auch der Doppelsternhaufen Hodge 301. Einige seiner Riesensterne erhellen ebenfalls den umgebenden Nebel,  er ist aber mit 25 Millionen Jahren wesentlich älter als R136.

Aufnahme mithilfe des James-Webb-Weltraumteleskops
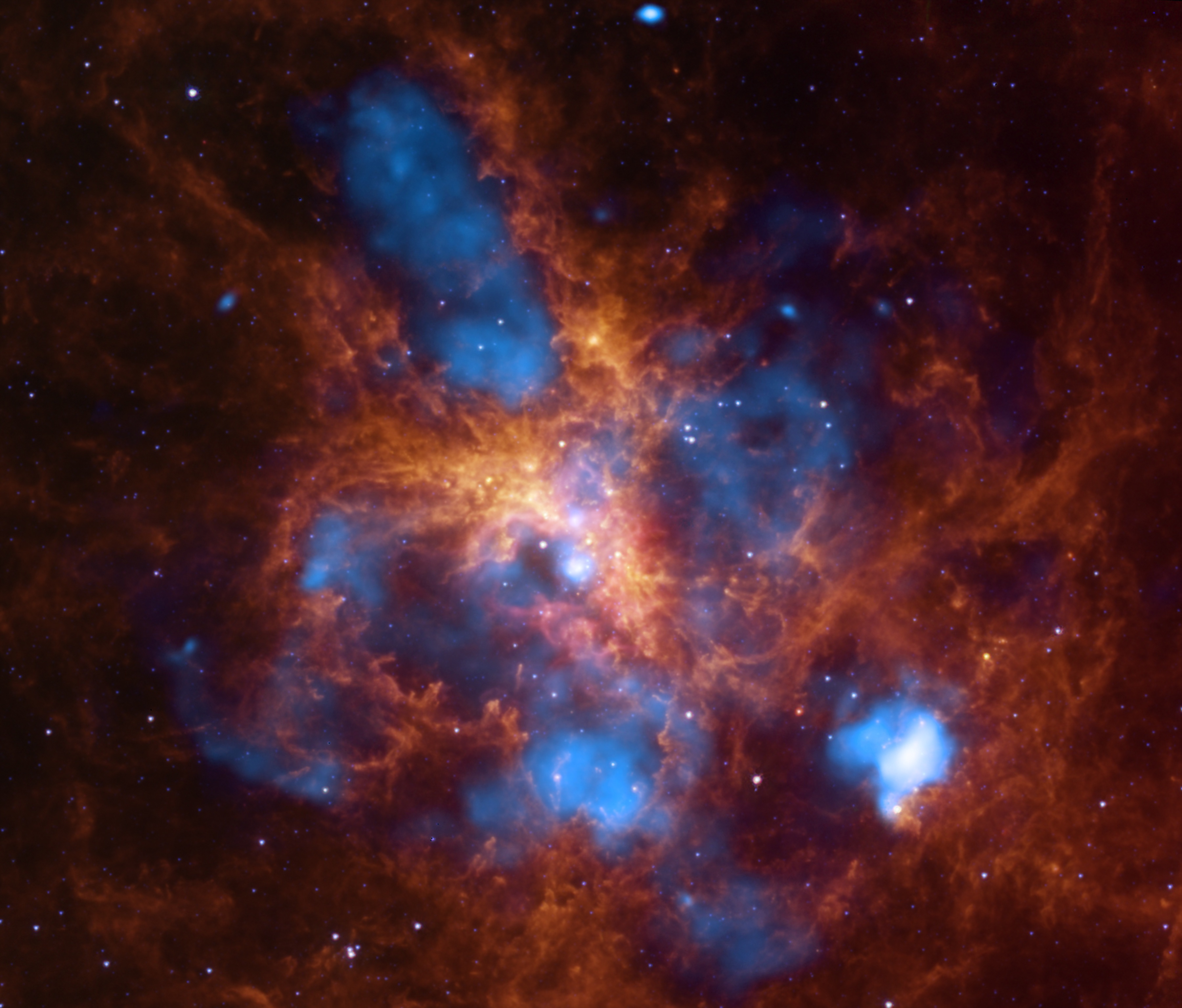
Der Tarantelnebel in Infrarot (aufgenommen mit dem Spitzer-Weltraumteleskop), blau überlagert mit Aufnahmen des Chandra-Weltraumteleskops, welche die Röntgenstrahlung heißer Schockfronten zeigen.